# آرینا (شهر باستانی)

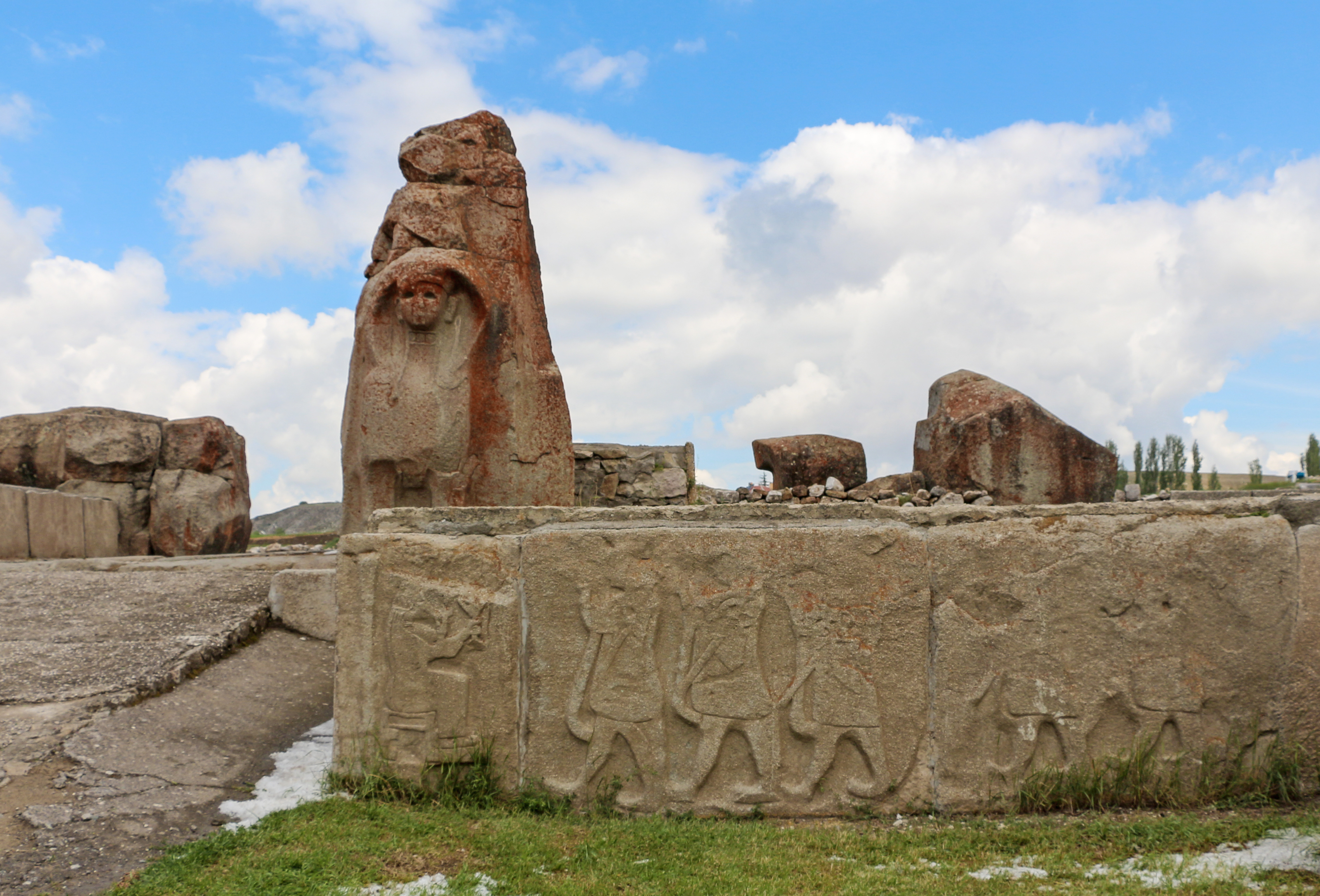
نقش برجسته الهه خورشید آرینا در ترکیه امروزی.

آرینا مرکز اصلی فرقه الهه خورشید هیتی‌ها معروف به آرینا یا خورشید الهه آرینا، که همچنین گاهی به عنوان آریننیتی یا وارو سمو ("Wuru (n) šemu") شناخته می‌شود. آرینا در نزدیکی خاتوشا، پایتخت هیتی واقع شده بود.

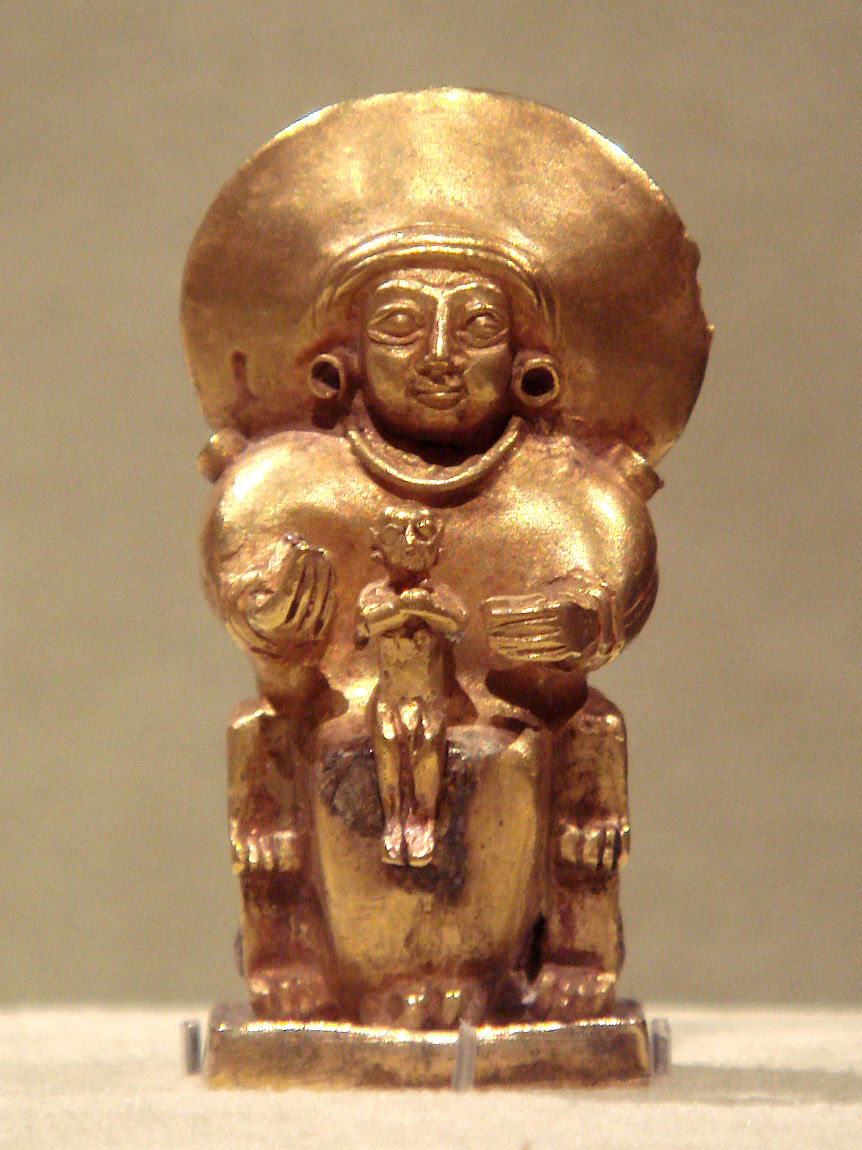
تصویر احتمالی یک الهه خورشید با یک کودک؛ سده پانزدهم تا سیزدهم پ.م.

الهه خورشید آرینا مهمترین خدا از سه خدای مهم خورشیدی اساطیر هیتی است، دو خدای خورشید دیگر به نام‌های نپیساس (خورشید آسمان) و تاکنان (خورشید زمین).
وی در برخی منابع، به جای شوهرش، خدای اصلی قلمداد می‌شد. همسر وی خدای طوفان به نام تارهونا بود. آنها و فرزندانشان همه از اساطیر حتی‌ها مشتق شده بودند.

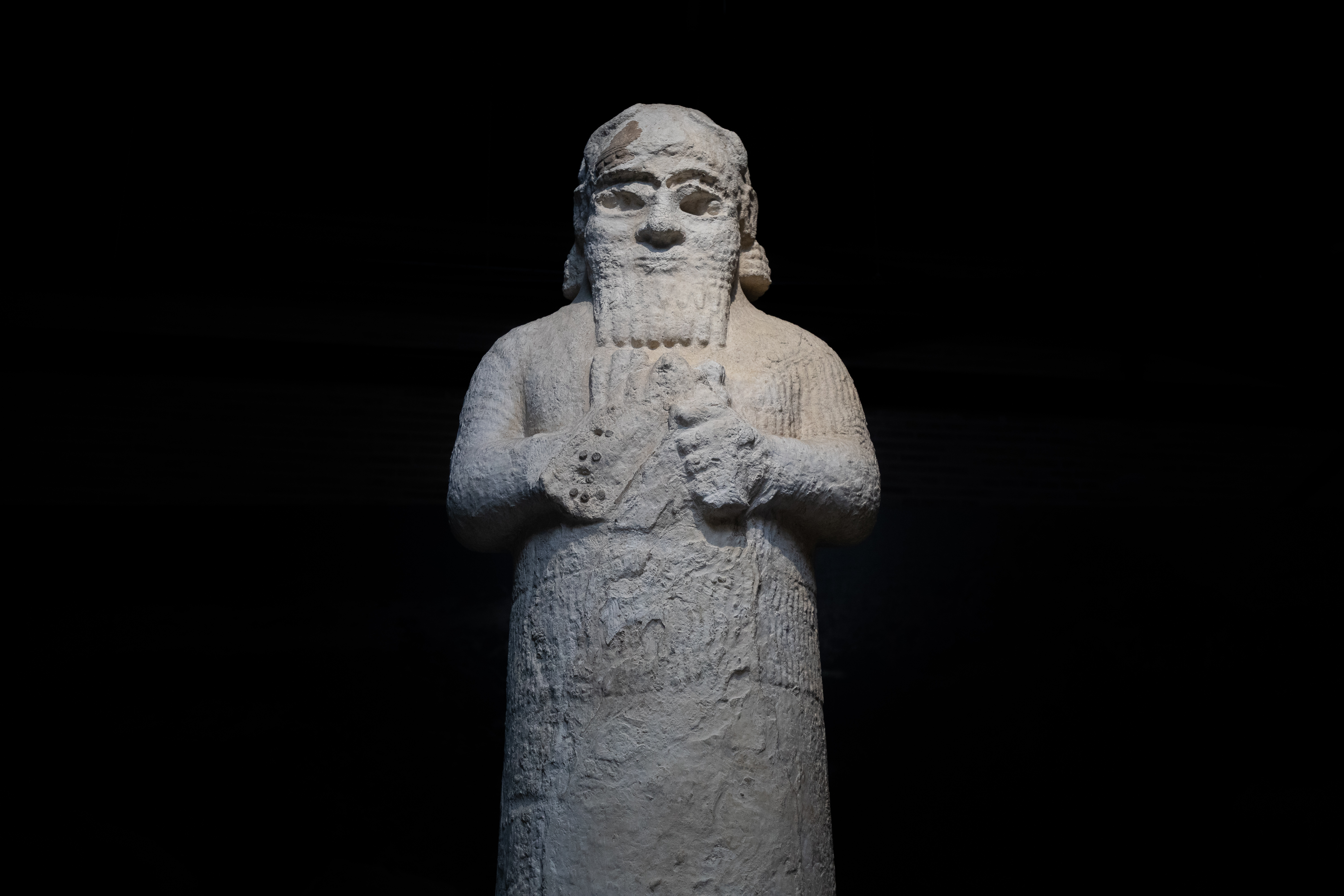
. مجسمه تارهونا در موزه آدانا، ترکیه.

همچنین تصور می‌شد که این الهه یک الهه برتر یک الهه خاکی است. او همان‌طور که خدا-طوفان هیتی با تشوب بود، به‌طور گسترده‌ای با یک ایزدبانوی هبات از تمدن هوری‌ها همزمان شد.
در اواخر قرن ۱۴ پیش از میلاد، پادشاه مرسیلی دوم خصوصاً به الهه خورشید آرینا ارادت داشت.